# Prononciation de l'hébreu
Pour un article plus général, voir Hébreu.
 (25 septembre 2023).

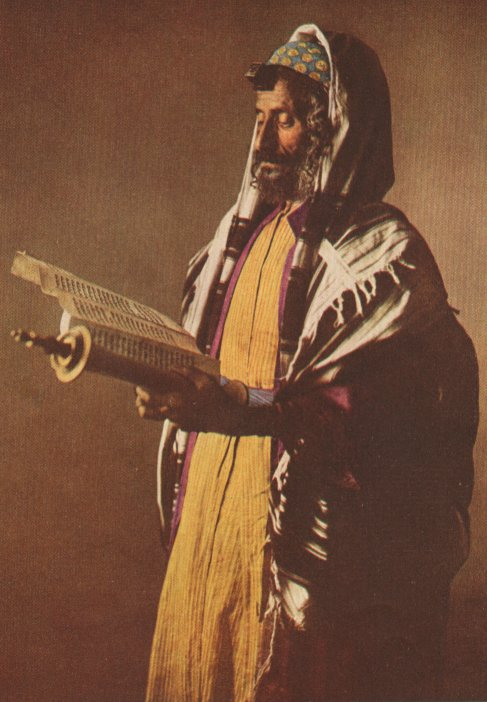
Parmi les Juifs mizra'him, ceux du Yémen conservent une prononciation archaïque nuancée.

La phonétique, la phonologie et l'orthophonie sont trois approches complémentaires de l'étude des sons hébreux menée par la grammaire hébraïque. La description de l'appareil et des fonctions phonatoires à l'aide de mots hébreux permet de mieux comprendre la terminologie hébraïque qui qualifie les phones et les classe en itzourim (עצוּרים) assimilés aux consonnes de la linguistique générale, en tenouot (תנוּעוֹת) assimilées aux voyelles accompagnées de souffle pulmonaire, et en euphonèmes (qui regroupent le cheva (שוא) et les 'hatoufot (חטוּפוֹת) qui aident à prononcer les consonnes sans émission de souffle pulmonaire).

## Introduction
La phonétique analyse une langue (לשׁוֹן), conçue comme système de sons fondamentaux, les phones, d'un point de vue formel indépendant de son pouvoir de communication. Elle étudie la phonation, production des phones, et l'acoustique, leur perception auditive. La phonétique hébraïque se focalise sur les sons propres à la langue utilisée par les fils d'Abraham, qu'elle classe en trois groupes fondamentaux : les tenouot (תנוּעוֹת) assimilées à des voyelles, les cheva (שוא) et ḥatoufot (חטוּפוֹת) qualifiés d'euphonèmes, et les itzourim (עצוּרים) assimilés à des consonnes.
La phonologie étudie comment les signes vocaux nommés phonèmes se combinent pour donner voix aux mots et aux phrases d'un langage utilisé comme outil de communication entre les hommes d'une même culture. L'étude phonologique de l'hébreu permet de bien entendre (au sens d'écouter et de comprendre) la ivrit (עברית), langage du peuple de la Bible. Ainsi, la manière dont l'hébreu construit des radicaux dérivés guezarot (גזרוֹת) à partir de racines chorachim (שרשים) qui contiennent certains types de phonèmes spéciaux (des gutturales gueroniot (גרוֹניוֹת) par exemple) dépend de règles purement phonologiques.
L'orthophonie, prononciation correcte de la langue, est la conclusion pratique de ces deux études complémentaires de la tradition orale des différentes communautés juives au fil des temps. Pour y atteindre le hazzan étudiera préalablement la découpe des mots en syllabes havarot (הברוֹת), la pose de l'accent tonique neguina (נגינה), et surtout la cantillation à l'aide des teamim (טעמים).
- Voir aussi : (en) Hebrew phonology

## Phonétique

### Appareil phonatoire

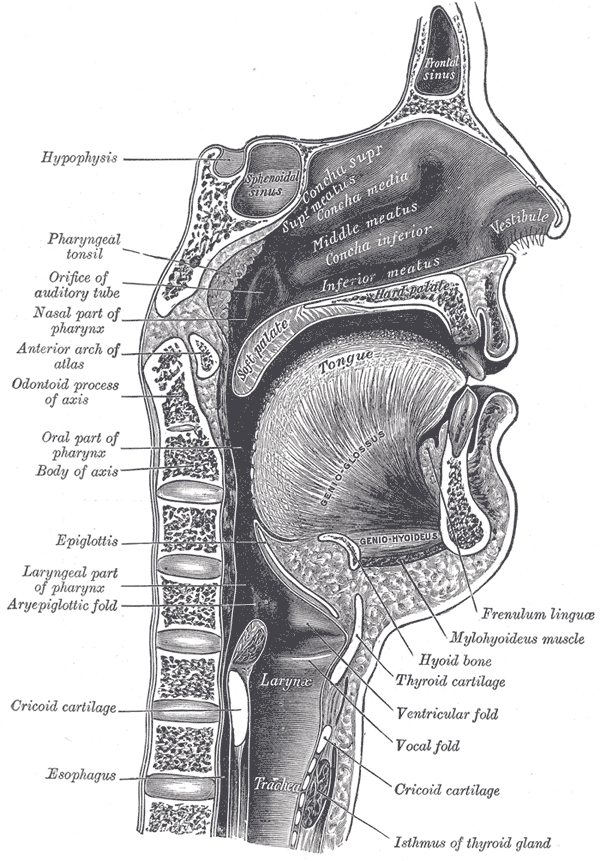
Les organes de la phonation

Les sons élémentaires propres à la langue hébraïque sont produits par les organes de la phonation dont l'ensemble forme l'appareil phonatoire. Ces organes s'étagent sur trois niveaux : le thorax, le cou et la tête.
- Note : les liens dans cette section renvoient aux descriptions physiologiques des organes de la phonation.

| tête   | roch   | רֹאשׁ  | [roʾš]    |
| cou    | tsawar | צַוָּאר | [tsawāʾr] |
| thorax | ḥazè   | חָזֵה  | [ḥāzēh]   |

Chacun de ces niveaux porte différents organes. Le nom hébreu des différents organes est généralement du genre masculin.
| dans le thorax | צַוָּאר |
| trachée        |      |
| poumons        | רֵאוֹת |
| diaphragme     |      |

Du nom hébreu de chaque organe dérivent les adjectifs qui qualifient les catégories de phones qu'ils produisent. Ces adjectifs dérivés, bien que donnés ici sous la forme du genre féminin, s'accordent avec le nom auxquels ils se rapportent.
|            |                                | dans le cou    | צַוָּאר               |
| gutturales | gueroniot גְרוֹנִיִוֹת [gərōniyiōṯ] | gorge          | garon גָּרוֹן [gārōn] |
| pharyngale | (à compléter…)                 | pharynx,       |                    |
| laryngale  |                                | larynx         |                    |
| glottale   |                                | glotte         |                    |
|            |                                | cordes vocales |                    |

- Note : il convient de lire les tableaux dans le sens de l'écriture hébraïque, de la droite vers la gauche.

|           |                                | dans la tête        | רֹאשׁ                                            |
| labiales  | sefatiot שְׂפָתִיִוֹת [səp̄ātiyiōṯ]   | lèvres              | sefatayim שְׂפָתַיִם [səp̄ātayim] , safa שָׂפָה [sāp̄āh] |
| dentales  |                                | dents               | chinayim שִׁנַּיִם [šinnayim] , chèn שֵׁן [šēn]       |
| palatales |                                | palais              | ḥèkh חֵךְ [ḥēḵ]                                  |
| vélaires  |                                | voile du palais     |                                                |
| linguales | lechoniot לְשׁוֹנִיִוֹת [ləšōniyiōṯ] | langue              | lachon לָשׁוֹן [lāšōn]                            |
| orales    |                                | bouche              | pè פֶּה [peh]                                    |
| nasales   |                                | nez, fosses nasales | af אַף [ʿap̄]                                    |

### Fonctions phonatoires
Chaque niveau de l'appareil phonatoire exerce une fonction spécifique, qui produit une des qualités fondamentales des phones qu'il émet. L'expiration des organes du ḥaze חָזֵה [ḥāzēh], le thorax, produit une nechama נְשָׁמָה [nəšāmāh], un souffle qui permet de discriminer voyelles, consonnes et euphonèmes. La vibration des cordes vocales dans le garon גָּרוֹן [gārōn], la gorge, permet de distinguer les phones voisés (sonores) des phones sourds et dote ces sons d'une hauteur musicale utilisée pour cantiller le texte sacré. Les modes de l'articulation mutuelle des différents organes du roch רֹאשׁ [roʾš], la tête, et du garon גָּרוֹן [gārōn], la gorge (exclusion faite des cordes vocales), déterminent le timbre des phones prononcés.

#### Expirer un souffle
| נְשָׁמָה |

La respiration (nechama נְשָׁמָה [nəšāmāh]) est une fonction vitale particulièrement importante, surtout pour les Israélites qui y assimilent l'âme nichma נִשְׁמָא [nišəmāʾ] : les docteurs enseignent en effet que la mort doit être constatée dès l'arrêt de la respiration.
L'expiration produit un mouvement du souffle, une tenua תְּנוּעַ [tənūaʿ], dans les canaux de la phonation que sont la gorge, la bouche, ou les fosses nasales. Les tenouot תְּנוּעוֹת [tənūʿōṯ] signifient «mouvements» en hébreu, et correspondent aux voyelles du français.
Lorsque le souffle est freiné voire arrêté, par constriction ou par occlusion des canaux phonatoires, l'hébreu nomme ce phénomène itzour עִצּוּר [ʿiẓẓūr], littéralement un «arrêt». Les itzourim עִצּוּרִים[ʿiẓẓūrîm] correspondent aux consonnes du français.
Une nouvelle voyelle est prononcée lorsque le souffle pulmonaire reprend après un tel arrêt. Cependant, si les poumons cessent d'expirer, la prononciation de la consonne se conclut par une petite explosion de l'air accumulé dans le canal vocal à la suite du rétrécissement des organes phonatoires qui articulent les consonnes itzourim עִצּוּרִים [ʿiẓẓūrîm]. La grammaire traditionnelle ne considère pas que cet euphonème explosif, simple instrument d'euphonie, soit une voyelle authentique. Elle nomme cheva שְׁוָא [šəwāʾ] et ḥatoufot חֲטוּפוֹת [ḥəṭūp̄ōṯ] cet euphonème et ses dérivés.
Langue sémitique, l'hébreu biblique réglait aussi le débit du souffle pour faire varier la longueur et l'intensité des sons vocaliques tenouot תְּנוּעוֹת [tənūʿōṯ]. Ces nuances, bien que très importantes pour la compréhension de certaines règles grammaticales (celles relatives à la discrimination des syllabes ouvertes ou fermées par exemple) ont pratiquement disparu de la prononciation de l'hébreu moderne.
| un souffle (mot féminin) | nechama נְשָׁמָה [nəšāmāh] |
| longue                   | arouka אֲרֻכָּה ʾaroukkāh  |
| courte                   | qatsra קָצְרָה qaẓərāh    |
| forte                    | Hazaqa חֲזָקָה , ḥəzāqāh  |
| faible                   | Halasha חַלַּשָׁה , ḥalašāh |

#### Voiser un son

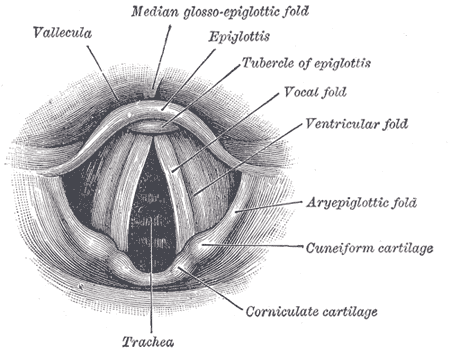
Vue laryngoscopique des cordes vocales dans le גָּרוֹן

Lorsque dans la gorge, garon גָּרוֹן gārōn, les cordes vocales vibrent, le souffle pulmonaire ainsi voisé devient sonore. Lorsque cesse la vibration des cordes vocales, les phones produits sont sourds.
- Toutes les ténouot תְּנוּעוֹת tənūʿōṯ étant voisées, ces voyelles sont toutes sonores.
- Parmi les itsourim עִצּוּרִיםʿiẓẓūrîm, les consonnes voisées sont sonores (דּ par exemple), et sourdes sont les consonnes non voisées (תּ est le phone sourd correspondant au phone sonore דּ).
- Les euphonèmes shéwa שְׁוָא šəwāʾ et hatoufot חֲטוּפוֹת həṭūp̄ōṯ n'étant jamais portés par un souffle pulmonaire voisé sont toujours sourds.

| טְעָמִים |

La cantillation hébraïque maîtrise la hauteur musicale du son qui, grave ou aigu, dépend de la fréquence des vibrations qui le produisent. Les massorti ou massorètes inventèrent des signes, les téamim טְעָמִים ṭəʿāmîm, qui servent à noter les variations mélodiques d'un texte liturgique. Les téamim טְעָמִים ṭəʿāmîm jouent un rôle syntaxique important dans l'interprétation juste des textes bibliques.

#### Articuler un timbre
Lorsque le souffle sonore néshama נְשָׁמָה nəšāmāh résonne dans le canal vocal qu'il emprunte, il s'y charge d'harmoniques qui enrichissent d'un timbre particulier le son fondamental qu'il porte. Le timbre d'un phone est une qualité acoustique résultant de son mode d'articulation.
La patience des massorti massorètes sut capter toutes les nuances de timbre qu'utilise la langue hébraïque, qu'ils notèrent progressivement à l'aide des néqoudot נְקֻדּוֹת nəquddōṯ, ces petits points (niqoud נִיקוּד nīqūd, «ponctuation», littéralement «petite miette») qui parsèment les marges des textes par eux transcrits.
Que les phones élémentaires de la langue se distinguent les uns des autres par la qualité de leur timbre spécifique n'avait pas non plus échappé aux scribes qui, avant l'Exil à Babylone, adaptèrent l'alphabet phénicien à l'écriture de l'hébreu, pour noter avec soin chaque consonne par une lettre bien différenciée.
- L'hébreu ancien utilisait divers phones aujourd'hui tombés en désuétude, tels le coup de glotte ʾaleph ou la laryngale ʿayin (transcrits aujourd'hui par des demi-anneaux qui rappellent l'esprit doux ʾ et l'esprit dur ʿ du grec ancien). Ces nuances, disparues de l'hébreu moderne, se sont conservées dans les dialectes des Juifs originaires de contrées arabophones, dont l'hébreu mizrahi.

##### Modes d'articulation
L'articulation est le rapprochement, au long du canal vocal, d'un organe pointeur et d'une zone pointée.
- Les organes pointeurs : la lèvre inférieure, la langue et la partie avant du gosier servent de pointeurs qui visent différents points d'articulation. La linguistique parlera d'articulation labiale, linguale, ou gutturale, selon l'organe pointeur utilisé.

Le diqdouq דִּקְדּוּק diqədūq traditionnel qualifie les modes d'articulation phonologiquement les plus importants pour la grammaire hébraïque par un adjectif dérivé du nom de l'organe pointeur correspondant :
| organes pointeurs (masculins) |                 | modes d'articulation (féminins pluriel) |            |
| ----------------------------- | --------------- | --------------------------------------- | ---------- |
| hasfataim הַשְׂפָתַיִם hasəp̄ātayim  | les deux lèvres | séfatiot שְׂפָתִיִוֹת səp̄ātiyiōṯ              | labiales   |
| halashon הַלָּשׁוֹן hallāshōn      | la langue       | léshoniot לְשׁוֹנִיִוֹת ləšōniyiōṯ            | linguales  |
| hagaron הַגָּרוֹן haggārōn        | le gosier       | géroniot גְרוֹנִיִוֹת gərōniyiōṯ             | gutturales |

- Les zones pointées : de la glotte aux lèvres le canal vocal longe, dans l'arrière gorge et le dessus de la bouche, diverses zones d'articulation situées autour des points d'articulation suivants : la glotte, le pharynx, la luette et le voile du palais d'une part, le palais, les alvéoles dentaires, les dents et la lèvre supérieure d'autre part. On qualifiera l'articulation de postérieure (glottale, laryngale, pharyngale, vélaire) ou d'antérieure (palatale, alvéolaire, dentale, labiale) selon le point d'articulation visé.

La grammaire hébraïque considère comme
- géroniot גְרוֹנִיִוֹת gərōniyiōṯ gutturales les articulations glottale, laryngale et pharyngale. Cette catégorie de phones géroniot גְרוֹנִיִוֹת gərōniyiōṯ aura de fortes conséquences morphologiques (par exemple : les consonnes géroniot גְרוֹנִיִוֹת gərōniyiōṯ ne peuvent jamais être redoublées par un daguech),
- léshoniot לְשׁוֹנִיִוֹת ləšōniyiōṯ linguales les articulations vélaire, palatale, alvéolaire et dentale,
- séfatiot שְׂפָתִיִוֹת səp̄ātiyiōṯ labiales les articulations bilabiale et labio-dentale. Cette catégorie aura une incidence décisive sur la morphologie des mots hébreux (par exemple : en ce qui concerne la vocalisation des préfixes).

##### Degrés d'aperture
| ﺾ ḍad |

Parmi les itsourim עִצּוּרִים ʿiṣṣūrîm, les anciens comme les arabes aujourd'hui distinguaient avec soin quelques consonnes emphatiques, plus profondes et prononcées comme en bâillant, avec un degré d'aperture de la bouche plus grand que celui utilisé pour les consonnes ordinaires. L'hébreu moderne néglige cet usage pourtant fort important en lexicologie pour distinguer deux mots d'orthographe différente mais prononcés actuellement de la même manière.
- Exemple arabe : ص ṣad, ﺾ ḍad, ط ṭā', ظ ẓā', ق qāf.
- Exemple hébreu : ט ṭ èt, צ ṣadé, et ק qof.

Le diqdouq דִּקְדּוּק diqədūq discriminait par ailleurs un ensemble de points d'articulation supportant des consonnes de timbre semblable mais tantôt constrictives spirantes, tantôt occlusives, en fonction du degré d'aperture de la bouche entre la langue et le palais. Elle nommait ces phonèmes les begad kefat, distingués par les massorètes à l'aide d'un point nommé דגש daguech inséré au cœur des lettres occlusives. L'hébreu moderne ne discrimine plus que trois de ces six phonèmes.
- Les begadkefat sont :
  - bouche close, occlusives : בּ . גּ . דּ . כּ . פּ . תּ . avec דגש dagesh,
  - degré d'aperture plus marqué, constrictives : ב . ג . ד . כ . פ . ת . sans דגש dagesh,

Enfin, comme en linguistique moderne, le degré d'aperture de la bouche permet de distinguer des voyelles hébraïques hautes de voyelles plus basses.
- Exemples : voyelle basse [a], voyelles médianes [ɛ] et [ɔ], voyelles hautes [i] et [u] (ou en français).

### Phones
Note: pour représenter graphiquement les phones dans cette phase de description phonétique de la langue orale, l'utilisation de la transcription en caractères API est fort utile, en regard des caractères traditionnels de l'écriture hébraïque.

#### Voyelles

##### Timbre des voyelles
Les voyelles peuvent être mises en évidence par effacement des consonnes, puis ordonnées dans un « triangle des voyelles » qui lie les postures des organes de la phonation (ouverture de la bouche et positions de la langue) aux timbres qui en résultent.
- Exemple : à l'énoncé de cette phrase « … il était alors au bout de ce jeu dur ! », le français prononce dix voyelles qui, analysées en effaçant les consonnes, donnent les sons que voici : il était alors au bout de ce jeu dur.

Le degré d'aperture de la bouche permet de produire des voyelles qui, prononcées bouche ouverte ou fermée, sont pour cela qualifiées de voyelles « ouvertes » ou « fermées ». L'ouverture de la bouche permettant à la langue d'y prendre une position plus basse ou plus haute, les voyelles ouvertes sont également dites « basses », et « hautes » les voyelles fermées.
- Exemple : [a] est la voyelle la plus ouverte (quant à la bouche) et aussi la plus basse (quant à la langue).

Mais la langue peut aussi se porter vers l'avant ou vers l'arrière de la bouche, permettant de prononcer des voyelles dites « d'avant » ou « d'arrière ».
- Exemples : [i] est une voyelle d'avant (quant à la langue) et [u] est une voyelle d'arrière (quant à la langue).

La qualification d'une voyelle, c'est remarquable, est précisément celle de la posture des organes physiologiques de la phonation (bouche et langue) qui la modulent.
En ordonnant les dix timbres vocaliques ci-dessus en fonction de quatre degrés d'aperture de la bouche et de sept positions plus ou moins avancées de la langue, apparaît le tableau que voici, qui note les voyelles selon le système API de l'Association phonétique internationale) :
| hauteur de la langue | en avant | ............ | ............ | au milieu | ............ | ............ | en arrière |
| -------------------- | -------- | ------------ | ------------ | --------- | ------------ | ------------ | ---------- |
| 4e degré, haut       | [i]      |              |              | [y]       |              |              | [u]        |
| 3e degré             |          | [e]          |              | [ø]       |              | [o]          |            |
| 2d degré             |          |              | [ɛ]          | [ə]       | [ɔ]          |              |            |
| 1er degré, bas       |          |              |              | [a]       |              |              |            |

Des dix voyelles françaises énoncées ci-dessus, à savoir [i] [e] [ɛ] [a] [ɔ] [o] [u] [ə] [ø] [y] , l'hébreu contemporain ne connait que :
- cinq תְּנוּעוֹת tenou‘oṯ (pluriel de תנועה) considérées comme véritables voyelles : [i] [ɛ] [a] [ɔ] [u]

- un שְׁוָא schwa (euphonème) utilisé, sans émission de souffle pulmonaire, comme aide à la prononciation des consonnes, authentiquement [ə] (e muet) mais prononcé [e] dans les communautés sépharades, [ø] dans les communautés ashkénazes.

Le triangle des cinq voyelles hébraïques contemporaines

##### Longueur des voyelles
L'hébreu ancien attachait une grande importance à la durée d'émission des voyelles. La langue et la grammaire distinguait avec soin les voyelles longues (qu'ils nommaient grandes voyelles) et les voyelles courtes (nommées petites voyelles). L'hébreu contemporain a tendance à négliger cette distinction. Pour l'étude grammaticale distinguer la longueur des voyelles reste pourtant très important, car de nombreuses constructions morphologiques de la langue hébraïque dépendent de cette distinction phonologique.
- Exemples :
- La longueur de la première voyelle permet de distinguer les deux mots ʾammāh אַמָּה , la coudée, et ʾāmāh אָמָה , la servante (l'absence de daguech dans ce dernier mot est un autre moyen phonétique permettant de le distinguer du premier).
- C'est également la longueur de la première voyelle qui permet de différencier phonétiquement la kallāh כַּלָּה (fiancée, du verbe hébreu kālal כָּלַל signifiant parfaire ou couronner, apparenté au verbe chaldéen kəlal כְּלַל signifiant achever ou finir) et la kālāh כָּלָה (fin, anéantissement).
- Le keleʾ כֶּלֶא , traduit par «une prison», provient du verbe kālāʾ כָּלָא qui signifie «enfermer», ces mots diffèrent par l'emploi de deux segolim brefs dans le premier cas, de deux qamatsim gdolim longs dans le second.

##### Tableau des voyelles hébraïques
L'hébreu contemporain désigne chacune des cinq voyelles recensées ci-dessus par un nom suivi d'un adjectif qui qualifie sa durée.
| phonème    | nature du phonème         | nom hébreu de la voyelle courte | nom hébreu de la voyelle longue |
| ---------- | ------------------------- | ------------------------------- | ------------------------------- |
|            | תְּנוּעוֹת tenou‘oṯ voyelles  | קְטַנּוֹת qtanoṯ petites (courtes)  | גְּדוֹלוֹת gdoloṯ grandes (longues) |
| [u] , [uː] | voyelle d'arrière haute   | קֻבּוּץ qoubouts                   | שׁוּרֻק shourouq                   |
| [ɔ] , [ɔː] | voyelle d'arrière médiane | קָמַץ קָטָן qamats qatan            | חוֹלָם ḥolam                      |
| [a] , [aː] | voyelle neutre basse      | פַּתָּח pataḥ                       | קָמַץ גָּדוֹל qamats gadol           |
| [ɛ] , [ɛː] | voyelle d'avant médiane   | סֶגּוֹל ṣègol                      |                                 |
| [i] , [iː] | voyelle d'avant haute     | חִירִיק קָטָן ḥiriq qatan           | חִירִיק גָּדוֹל ḥiriq gadol          |

##### Évolution historique du système vocalique hébreu
Au VIIe siècle de notre ère, soucieux de préserver la prononciation de la langue hébraïque reçue par leur tradition, les massorètes de Tibériade étudièrent avec grand soin la phonétique de l'hébreu tel qu'il était prononcé à leur époque. Les voyelles étaient en ce temps, sous l'influence des Syriens orientaux, au nombre de sept, les sons [e] et [o] s'ajoutaient en effet aux cinq voyelles reprises dans le tableau des timbres ci-dessus.

#### Consonnes
Les consonnes hébraïques sont des arrêts (itsourim עִצּוּרִים ʿiẓẓūrîm) du souffle pulmonaire par occlusion ou constriction du canal vocal par un organe pointeur (guttural, lingual ou labial) s'approchant d'un organe pointé ou point d'articulation situé dans l'une des zones présentées dans le tableau suivant.
|              |              | Labiale | Dentale/ Alveolaire | Dentale/ Alveolaire | Palatale | Velaire | Uvulaire | Pharyngale | Glottale |
| ------------ | ------------ | ------- | ------------------- | ------------------- | -------- | ------- | -------- | ---------- | -------- |
| Nasale       | Nasale       | מ m     | נ n                 | נ n                 |          |         |          |            |          |
| Occlusive    | sourde       | פּ p     | תּ t                 | תּ t                 |          | כּ k     |          |            | א ʔ      |
| Occlusive    | voicée       | בּ b     | דּ d                 | דּ d                 |          | גּ ɡ     |          |            |          |
| Occlusive    | emphatique   |         | ט ṭ                 | ט ṭ                 |          |         | ק q      |            |          |
| Fricative    | sourde       | פ f     | ת θ                 | ס, שׂ s              | שׁ ʃ      | כ x     |          | ח ħ        | ה h      |
| Fricative    | voicée       | ב v     | ד ð                 | ז z                 |          | ג ɣ     |          | ע ʕ        |          |
| Fricative    | emphatique   |         | צ ṣ                 | צ ṣ                 |          |         |          |            |          |
| Approximante | Approximante | ו w     | ל l                 | ל l                 | י j      |         |          |            |          |
| Roulée       | Roulée       |         | ר r                 | ר r                 |          |         |          |            |          |

|              |              | Labiale | Dentale/ Alveolaire | Palatale | Velaire | Pharyngale | Glottale |
| ------------ | ------------ | ------- | ------------------- | -------- | ------- | ---------- | -------- |
| Nasale       | Nasale       | מ m     | נ n                 |          |         |            |          |
| Affriquée    | Affriquée    |         | צ ts                |          |         |            |          |
| Occlusive    | sourde       | פּ p     | ת ,ט t              |          | כּ, ק k  |            | א ʔ      |
| Occlusive    | voicée       | בּ b     | ד d                 |          | ג ɡ     |            |          |
| Fricative    | sourde       | פ f     | ס, שׂ s              | שׁ ʃ      | כ x     | ח ħ        | ה h      |
| Fricative    | voicée       | ב, ו v  | ז z                 |          |         | ע ʕ        |          |
| Approximante | Approximante |         | ל l                 | י j      |         |            |          |
| Roulée       | Roulée       |         | ר r                 |          |         |            |          |

- Het a la prononciation du khaf /χ/.
- Aleph et ʿayin ne se prononcent pas, mais ils soutiennent seuls la prononciation des voyelles sans aucune consonne.
- Resh se prononce comme le r en français standard /χ, ʁ/.

##### Gutturales
La catégorie des gutturales (gronioṯ ) comprend quatre phones, du plus profond de la gorge au presque vélaire :
- le ʾaleph sourd (/ʔ/), qui signale le coup de glotte, négligé dans la prononciation israélienne contemporaine, mais conservé dans certains dialectes des communautés originaires des terres arabophones. Afin de produire cette occlusive glottale sourde, ébauchée dans la prononciation anglaise du mot actual, le gosier émet une petite explosion, avant de dire le [a] prononcé dans le mot français actuel.
- le  ʿayin n'est pas un coup de glotte, mais une consonne fricative pharyngale voisée (/ʕ̞/) ou une consonne fricative uvulaire voisée ([ʁ]). Cette distinction a été préservée dans d'autres langues sémitiques, notamment l'arabe qui attribue le ʿayn ع au /ʕ̞/ et le ġayn غ au /ʁ/, cependant, la prononciation est négligée aussi par l'hébreu vernaculaire contemporain
- le ḥèt entre sourd et aspiré, est à l'origine une pharyngale (/ħ/) ou uvulaire ([χ]) fricative. Cette distinction a été préservée dans d'autres langues sémitiques, notamment l'arabe qui attribue le ḥāʼ ح au /ħ/ et le ḫāʼ ﺥ au /χ/. Cependant, la prononciation israélienne moderne en a fait, ainsi que du khaf, une consonne fricative uvulaire sourde ([χ]), qui ressemble au Ach allemand. Le hèt est représenté orthographiquement par un point diacritique sous un h (ḥ)
- le hè ([h]), consonne fricative glottale sourde, analogue au hello anglais.

##### Sonorités ambiguës
L'hébreu étant porté par une longue histoire, la discrimination phonétique de certaines consonnes s'est amenuisée au fil du temps, à mesure que la langue cessait d'être parlée pour devenir progressivement une langue littéraire seulement lue avec les yeux.
Les caractères, maintenus discriminés par l'écriture, permettaient d'asseoir sur eux seuls des règles de grammaire ésotériques qui à l'origine découlaient très naturellement de la phonétique.
Depuis la renaissance de l'hébreu comme langue vernaculaire, la prononciation de certaines lettres a quitté leurs points d'articulation authentiques pour se fondre en sons ambigus.
| prononciation actuelle | point d'appui conservé                  | point d'appui oublié |
| ---------------------- | --------------------------------------- | -------------------- |
| [s]                    | sin                                     | ṣamèkh               |
| [k]                    | kaf                                     | qof                  |
| [t]                    | tav                                     | tèt                  |
| [v]                    | bèt (passé de bilabiale à labiodentale) | waw                  |
| [muet]                 | ʿayin                                   | ʾalef                |

Bèt se prononce actuellement [b] à l'initiale d'un mot, [v] à l'intérieur ou à la fin d'un mot.
- Exemples : se prononce [b] :  baruḵ haba'  béni celui qui vient (salutation de bienvenue),

se prononcent [v] : ḥaver un ami,  ʿerev  un soir

#### Euphonèmes
Outre les consonnes et les voyelles, l'hébreu connaît une troisième catégorie de phones, les euphonèmes. Un euphonème se prononce sans émission de souffle pulmonaire, c'est une petite explosion qui suit la rétention du souffle nécessaire à l'émission d'une consonne. La grammaire hébraïque distingue, dans l'ensemble des euphonèmes, le cheva des ḥatoufot.

##### Le cheva
| שְׁוָא |

Ce phénomène phonologique propre à la langue hébraïque est si particulier que la linguistique moderne en fit un de ses concepts, sous l'orthographe hybride Schwa. La grammaire hébraïque (le diqdouq, דקדוק) ne considère pas les euphonèmes comme des voyelles, ceci est fort important en morphologie de l'hébreu, et dans l'analyse des mots en syllabes.
Le diqdouq hébreu distingue deux types de cheva :
- l'euphonème insonore cheva naḥ (שְׁוָא נָח), authentiquement un e muet [ə],
- et l'euphonème sonore cheva naʿ (שְׁוָא נָע), explosion très brève prononcée [e] dans les communautés sépharades, [ø] dans les communautés ashkenazes.

##### Le ḥataf
Lorsqu'une consonne devant se prononcer à l'aide d'un cheva naʿ est une des quatre gueroniot gutturales (א ה ח ע) la phonologie hébraïque remplace ce cheva par un euphonème nommé ḥataf, qui emprunte la position de l'appareil phonatoire nécessaire à la prononciation d'un [a] ou d'un [o], mais sans l'émission de souffle pulmonaire qui caractérise la prononciation des voyelles tenouot. La sonorité d'un ḥataf, comme celle du cheva naʿ, est une explosion très brève qui suit le blocage buccal caractéristique de la prononciation des consonnes itzourim.
La grammaire hébraïque ne considère donc pas ces euphonèmes ḥatoufot comme étant des voyelles, ce qui est morphologiquement très important.

## Phonologie
La phonologie étudie les modifications phonétiques que subissent les sons en contact les uns avec les autres. Cette étude permet de comprendre les raisons de certaines constructions morphologiques qu'étudie la morphologie de l'hébreu.

### Cheva naḥ
| שְׁוָא נָח |

Le cheva est muet ou quiescent (naḥ) lorsque
- il suit une consonne simple[21] précédée par une voyelle non accentuée brève ou par une voyelle accentuée brève ou longue :
- il suit une consonne qui se trouve en fin de mot, exemple : דֶּרֶךְ (une voie, un chemin, une route)[22].
- dans une succession de deux chevaim en milieu de mot le premier est muet, le second sonore : .
- dans une succession de deux chevaim en fin de mot ces deux chevaim sont muets : .

### Cheva naʿ
| שְׁוָא נָע |

Le cheva naʿ se prononce [e] dans cinq cas :
- sous la consonne initiale d'un mot : le mot שְׁוָא lui-même porte un cheva naʿ sous le שְׁ ;
- sous une consonne qui suit une voyelle non accentuée : dans le mot כָּתְבוּ (ils ont écrit)[23] le תְ porte un cheva naʿ ;
- sous la première de deux consonnes semblables successives : sous le לְ du mot[24] הַלְלוּ (priez !, impératif masculin pluriel de הילל);

## Orthophonie
La lecture silencieuse d'un texte sacré est un exercice préparatoire à sa lecture orale, communautaire, judicieusement cantillée. Les formules mélodiques de la cantillation sont à l'hébreu ce que la ponctuation est au français et permettent de structurer le texte en portions sémantiques mutuellement bien équilibrées. Toutefois, la lecture cantillée offre davantage et permet d'exprimer tout le sens et toute la saveur (traduction littérale de ta'am טַעַם taʿam) de ce qui est énoncé.
Le rôle de la grammaire en ceci est modeste et se contente d'inventorier les té'amim טְעָמִים təʿāmîm, signes de cantillation, de les situer en marge du texte, généralement sur les syllabes marquées d'un accent tonique, et donc de déterminer préalablement les règles de la division des mots en syllabes avant de déterminer celles qui sont ou non acentuées.

### Syllabes
| הֲבָרָה הֲבָרוֹת |

Une lecture propédeutique peut analyser chaque mot en syllabes (havarot הֲבָרוֹת həḇārōṯ). Chaque syllabe (havara הֲבָרָה həḇārāh) se structure autour d'un noyau vocalique. Il convient de souligner que le noyau de chaque syllabe est une voyelle véritable, une ténua תְּנוּעַ tənūaʿ, à distinguer soigneusement des euphonèmes (shéwa שְׁוָא šəwâ, et hatufot חֲטוּפוֹת ḥəṭūp̄ōṯ).
- Exemple : bérèshit בְּרֵאשִׁית bərēšîṯ contient un euphonème [ə] et deux voyelles [ɛ] et [i].

Un mot contient autant de syllabes que de voyelles (exception faite du pataH furtif פַּתָּח גְּנוּבָה pattāḥ gənūḇāh qui aide à prononcer une gutturale en fin de mot).
- Exemple : bérèshit בְּרֵאשִׁית bərēšîṯ contient deux voyelles, et s'analyse donc en deux syllabes. Mais ruaH רוּחַ rūaḥ est considéré comme une seule syllabe dont le noyau est [ū] ([a] est ici un pataH furtif פַּתָּח גְּנוּבָה pattāḥ gənūḇāh servant à prononcer le חַ final).

Une syllabe rassemble, outre la voyelle qui la fonde,
- l'éventuelle mère de lecture qui aide à noter cette voyelle,
- la consonne que cette voyelle vocalise,
- s'il échet, la consonne antérieure à la précédente et son euphonème nâ' שְׁוָא נָע šəwâ nāʿ dit mobile ([ə] "muet" prononcé),
- et s'il échet, la consonne et son euphonème nâH שְׁוָא נָח šəwâ nāḥ dit immobile ([ə] vraiment muet, non prononcé) qui suit le noyau vocalique,
- une consonne nantie d'un dagesh fort s'analyse en deux consonnes séparées par un euphonème muet [ə] , la première et son euphonème muet théorique se rattachent aussi à cette syllabe, la seconde à la syllabe suivante.
- Exemple : bérèshit בְּרֵאשִׁית bərēšîṯ se divise en deux syllabes : bérè + shit

première syllabe :
noyau vocalique : [ɛ]
+ mère de lecture : è'
+ consonne qu'elle vocalise : rè'
+ consonne antérieure à r et son euphonème shéwa שְׁוָא šəwâ : bérè'
deuxième syllabe :
noyau vocalique : [i]
+ mère de lecture : iy
+ consonne qu'elle vocalise : shiy שִׁי
+ consonne qui suit le noyau vocalique suivie de e muet : shiyt שִׁית

Une syllabe terminée sur une voyelle (ténua תְּנוּעַ tənūaʿ) est dite syllabe ouverte. Lorsqu'une syllabe ouverte n'est pas accentuée, son noyau vocalique est toujours une voyelle longue.
- Exemple :

Une syllabe terminée sur une consonne euphonisée (par un shwa שְׁוָא šəwâ) est dite syllabe fermée. Lorsqu'une syllabe fermée n'est pas accentuée, son noyau vocalique est une voyelle courte.
- Exemple :

### Accent tonique
L'accent tonique tombe généralement sur la dernière syllabe, c'est un accent oxyton, que le diqdouq traditionnel nomme milra מִלְּרַע .
- Exemple : dans bvaqasháh (s'il vous plait) l'accent tombe sur le á marqué pour la circonstance d'un accent aigu.

Lorsqu'il tombe sur l'avant-dernière syllabe, il est dit paroxyton, ou mil'èl מִלְּעֵיל dans la grammaire traditionnelle
- Exemple : dans láylah tov (bonne nuit) l'accent tombe sur le á marqué pour l'exemple d'un accent aigu.

En hébreu moderne les mots empruntés aux langues étrangères gardent leur accent tonique d'origine. Parmi ces mots certains sont accentués sur l'antépénultième (avant-avant-dernière) syllabe, cet accent est dit proparoxyton.

### Cantillation
La lecture liturgique d'un texte hébraïque est cantillée. Les טעמים teʿamim sont des signes de cantillation qui donnent au lecteur trois indications importantes, phonétique, syntaxique, et musicale.
Leur rôle phonétique accessoire est d'indiquer l'emplacement de l'accent tonique de chaque mot.
Leur rôle syntaxique est similaire à celui de la ponctuation en français. Ils s'organisent en conjoncteurs qui regroupent certains mots, et en disjoncteurs qui permettent de séparer différents membres de la phrase cantillée. Les טעמים teʿamim sont hiérarchisés en fonction du type de rupture qu'ils signalent dans l'énoncé du texte.
Leur rôle musical permet de donner à l'élocution ainsi chantée
tout son sens et toute sa saveur (טעם taʿam se traduit aussi par goût).